# Bellevue (Zwitserland)
Bellevue (Geneefs: Bèlaviua) is een gemeente en plaats in het Zwitserse kanton Genève.
Bellevue telt 2783 inwoners.